# Domna (cràter)
Domna és un cràter amb coordenades planetocèntriques de -9.82 ° de latitud nord i 227.48 ° de longitud est, sobre la superfície de l'asteroide del cinturó principal (4) Vesta. Fa 13.53 de diàmetre. El nom fa referència a una Júlia; esposa de l'emperador romà Sever, i va ser adoptat com a oficial per la UAI el 21 de novembre de 2012.